# جهادآباد شهید سالاری
جهادآباد شهید سالاری، روستایی در دهستان جهادآباد بخش مرکزی شهرستان عنبرآباد در استان کرمان ایران است.

## جمعیت
بر پایه سرشماری عمومی نفوس و مسکن در سال ۱۳۹۵، جمعیت این روستا برابر با ۲٬۰۹۷ نفر (۵۸۲ خانوار) بوده است.